# Резолюция 234 на Съвета за сигурност на ООН
Резолюция 234 на Съвета за сигурност на ООН е приета единодушно на 7 юни 1967 г. по повод ситуацията в Близкия изток след началото на Шестдневната война.
Кaто отбелязва, че Резолюция 233, която призовава страните в конфликта към незабавно прекратяване на огъня, не е била спазена и бойните действия в региона продължават, с Резолюция 234 Съветът за сигурност призовава правителствата на страните, замесени в конфликта, да прекратят огъня и да преустановят бойните действия в 20:00 Гринуичко време на 7 юни 1967 г., а генералният скретар да държи Съвета своевременно информиран за ситуацията в региона.
Резолюция 234 е приета единодушно от Съвета за сигурност на заседание, свикано по настояване на Съветския съюз. Йордания и Израел приемата резолюцията при условие, че тя бъде приета и от другите страни в конфликта. На следващия ден Обединената арабска република също приема да изпълни резолюцията при наличие на реципрочност.